# Prospalta sessei
Prospalta sessei là một loài bướm đêm trong họ Noctuidae.